# Loubour
Loubour ou Loubbour est une localité du Cameroun située dans le département du Mayo-Kani et la Région de l'Extrême-Nord. Elle fait partie de la commune de Mindif.

## Population
En 1976, la localité comptait 455 habitants, Peuls (420) et Massa (35). Lors du recensement de 2005, 3 529 personnes y ont été dénombrées.